# Las secretas intenciones
Las secretas intenciones (lit. As intenções secretas) é uma telenovela mexicana produzida pela Televisa e exibida entre 17 de agosto e 27 de novembro de 1992. 
Foi protagonizada por Cristian Castro e Yolanda Andrade com atuações estelares de Enrique Rocha, Blanca Sánchez, Orlando Carrió, Mariagna Prats e Juan Carlos Colombo, antagonizada por Helena Rojo, David Ostrosky e Sylvia Pasquel.

## Enredo
Larisa Cardenal Vega é uma menina de 21 anos, inteligente, sensivel e amante da poesia. Clara é sua irmã maior e a favorita de sua mãe. Ambas são filhas de Olivia Vega de Cardenal e Carlos Cardenal, um proeminente arquiteto.
Miguel Ángel Curiel Arteaga tem 19 anos, é brilhante e simpático, filho de José Manuel Curiel, um executivo que dirige as empresas de seu sogro Oscar Artaga, e de Carolina Arteaga de Curiel, mulher frívola e imatura. Um deles mantém guardado um antigo segredo. Miguel Ángel e Larisa vivem diversos conflitos familiares que os conduzem a uma singular clínica dirigida pelo bondoso doutor Daniel Baguer.
O doutor Baguer trabalha em sua clínica com o doutor Gilberto Fuentes, um homem sem escrúpulos que esconde o segredo de suas relações ilícitas. Ali também trabalha Esperanza, uma enfermeira que oculta um segredo de amor.
Antonieta Alcántara sempre viveu ao lado de Sagrario, sua mãe enferma a quem lhe guarda um profundo rancor. Em uma viaje, Antonieta conhece a Carlos Cardenal e ambos vivem um apaixonado momento. No entanto, Carlos decide romper com ela preferindo sua vida familiar.
Isto enfurece a Antonieta, quem a morte de Sagrario se refugia na clínica onde já havia passado uma temporada para reabilitar-se. Ali descobre que Larisa é filha de Carlos e decide utilizá-la como instrumento para vingar-se do abandono de Carlos, recorrendo a todos os meios para separá-la de Miguel Ángel, revelando assim suas “secretas intenções”.

## Elenco
- Helena Rojo - Antonieta Alcántara
- Enrique Rocha - Dr. Daniel Baguer
- Sylvia Pasquel - Olivia de Cardenal
- Cristian Castro - Miguel Ángel Curiel
- Yolanda Andrade - Larisa Cardenal
- Alejandra Procuna - Clara Cardenal
- David Ostrosky - Dr. Gilberto Fuentes
- Blanca Sánchez - Carolina Arteaga de Curiel
- Orlando Carrió - Carlos Cardenal
- Claudio Brook - Oscar Arteaga
- Juan Carlos Colombo - José Manuel Curiel
- Laura Almela - Georgina Alcántara
- Rodolfo Arias - Salvador "Chava"
- Felipe Casillas - Néstor
- Juan Ángel Esparza - Guillermo
- Andrés García Jr. - Arturo
- Leonor Llausás - Emma
- Leo Rojo - Gustavo
- Ninón Sevilla - Julieta
- Paloma Woolrich - Margarita
- Mariagna Prats - Esperanza
- Darío T. Pie - Ramón
- Dora Cordero - Fátima
- Anna Ciocchetti - Diana
- Ricardo Silva - Mauricio
- Mercedes Gironella - Juanita
- Verónica Langer - Paty
- Alejandra León - Maru
- Consuelo Duval - Conchita

## Prêmios e indicações

### Prêmio TVyNovelas 1993
| Categoria           | Nominado(a)     | Resultado |
| ------------------- | --------------- | --------- |
| Revelação feminina  | Yolanda Andrade | Venceu    |
| Revelação masculina | Cristian Castro | Venceu    |